# واناجا (فیلم)
واناجا 
(به تلوگویی: Vanaja) فیلمی است محصول سال ۲۰۰۶ و به کارگردانی رانجش دومالپالی است. در این فیلم بازیگرانی همچون مامتا بوکایا، اورمیلا دومانگاری، رامچاندریا ماریکانتی، کریشناما گوندیمالا ایفای نقش کرده‌اند.